# 朴施厚
朴施厚（ 韓語：박시후；英語：Park Si Hoo，1977年2月15日—），本名朴平浩（박평호），韓國男演員。

## 經歷
為扶餘宗家大地主第三代，父親曾是活躍於電視廣告的模特兒、弟弟曾是職業棒球選手。
1998年，以話劇《十二兩人生》出道，2005年出演《豪傑春香》中的一個小角色為首次在電視上亮相，之後陸續以《遇見完美鄰居的方法》、《一枝梅》、《家門的榮光》打開知名度。2010年，在《檢察官公主》中出演律師徐仁優一角，廣受觀眾喜愛下誕生了「徐辯病」這個別名；同年與金南珠一起主演《逆转女王》，在劇中的具勇植本部长一角被獲封為“想勾男”；2011年，出演古裝劇《公主的男人》又獲得「完朝男」（完美的朝鮮男子）的稱號。
2013年在演藝事業正達高峰之際，被女練習生指控強制發生性關係，之後因女方有與友人討論「仙人跳」的對話紀錄，最終私下和解撤銷告訴，朴施厚獲判無罪。但形象已受重創，甚至被第49屆百想藝術大賞從電影部門人氣獎中除名，直到2017年《我的黃金光輝人生》導演力排眾議，敲定他詮釋劇中的多情富少，才讓他的演藝事業東山再起。

## 影視作品

### 電視劇
| 年份   | 電視台 | 片名               | 角色           | 合作演員                               | 備註   |
| 2005年 | KBS    | 豪傑春香           | 洪彩琳前男友   | 韓彩英、在喜、嚴泰雄、朴詩恩           |        |
| 2005年 | MBC    | 我們結婚吧         | 秋相美的老公   | 姜成妍、尹多勳、裴秀彬、李昭娟、秋相美 |        |
| 2006年 | MBC    | 你來自哪顆星       | 韓政勳         | 金來沅、鄭麗媛、姜晶華                 |        |
| 2007年 | SBS    | 遇上完美鄰居的方法 | 尹俊錫         | 裴斗娜、金勝友、王智慧                 | [ 12 ] |
| 2008年 | SBS    | 一枝梅             | 卞施厚／小石頭 | 李準基、韓孝周、李英雅                 |        |
| 2008年 | SBS    | 家門的榮光         | 李江石         | 申久、尹晶喜、全盧民                   |        |
| 2010年 | SBS    | 檢察官公主         | 徐仁優         | 金素妍、韓正秀、崔松賢                 | [ 13 ] |
| 2010年 | MBC    | 逆轉女王           | 具勇植         | 金南珠、鄭俊鎬、蔡貞安                 | [ 14 ] |
| 2011年 | KBS    | 公主的男人         | 金承琉         | 文彩元、洪洙賢、宋鍾鎬、李珉宇         | [ 15 ] |
| 2012年 | SBS    | 清潭洞愛麗絲       | 車勝祖         | 文瑾瑩、蘇怡賢、金智錫                 |        |
| 2016年 | OCN    | 鄰家英雄           | 白時允         | 李洙赫、趙成夏、俞利                   | [ 16 ] |
| 2017年 | KBS    | 我的黃金光輝人生   | 崔道京         | 申惠善、李泰煥、徐恩秀                 | [ 17 ] |
| 2018年 | KBS    | Lovely Horribly    | 柳弼立         | 宋智孝                                 |        |
| 2019年 | TV朝鮮 | Babel              | 車宇赫         | 張熙軫、張伸瑛、林晶恩                 |        |
| 2020年 | TV朝鮮 | 風雲碑             | 崔天中         | 高聖熙、田光烈                         |        |

### 電影
| 年份   | 片名     | 合作演員 | 備註     |
| 2012年 | 殺人告白 | 鄭在詠   | [ 18 ]   |
| 2014年 | 香氣     | 陳燃     | 中國電影 |
| 2016年 | 愛後愛   | 尹恩惠   | [ 19 ]   |

### 話劇
| 年份   | 劇名                          |
| 1998年 | 《十二兩人生》（Twelve Life） |

## 綜藝節目
| 日期          | 電視台    | 節目名稱                      | 集數   | 合作演員                               | 備註                               |
| 2019年8月17日 | Channel A | 《給狗糧的男人 - 狗貓的旅行》 | 第三季 | 希澈、金智珉、金素慧、Christian Burgos | 藝人與寵物一起全球旅行的企劃節目。 |

## 音樂作品

### MV
| 年份   | 曲名           | 合作演員       |
| 2005年 | Happiness      | Gavy NJ        |
| 2005年 | 還是要活著     | Gavy NJ        |
| 2006年 | 太過心痛這句話 | ALEX&JISUN     |
| 2006年 | 我愛你         | ALEX＆JISUN    |
| 2009年 | 離別滋味       | 金範洙＆申賢保 |
| 2009年 | 因為疼愛       | Taru           |

### 單曲
| 年份   | 專輯              | 曲名         | 備註             |
| 2012年 | 《檢察官公主》OST | FOR YOU      |                  |
| 2014年 | 《香氣》OST       | 你到來的聲音 | [ 21 ]           |
| 2015年 | 《君を...》       | KIMIWO       | 首張日文單曲專輯 |
| 2019年 | 《Babel》OST      | 模糊的記憶   |                  |

## 榮譽
| 年份   | 名稱                             |
| 2008年 | 韓國警察廳形象宣傳大使           |
| 2009年 | 香港觀光廳宣傳大使               |
| 2010年 | 上海電視節韓流大使               |
| 2011年 | 韓國觀光名譽宣傳大使（與鄭麗媛） |

## 粉絲見面會
| 日期                 | 城市   | 名稱                                   | 場地               |
| 2009年11月7日        | 日本   | 朴施厚日本粉絲見面會                   |                    |
| 2010年 9月5日        | 首爾   | 朴施厚首爾粉絲見面會                   |                    |
| 2012年3月30日        | 大阪   | 2012年朴施厚巡迴亞洲粉絲會在日本：告白 |                    |
| 2014年9月28日        | 橫濱   | 朴施厚官方粉絲見面會1                  | 國立大講堂         |
| 2014年9月28日        | 橫濱   | 朴施厚官方粉絲見面會2                  | 國立大講堂         |
| 2015年2月13日        | 上海   | “永恆·愛”樸施厚2015中國影迷見面會      | 東方藝術中心音樂廳 |
| 2015年4月3日         | 首爾   | 朴施厚生日見面會                       |                    |
| 2018年9月17日        | 首爾   | 朴施厚首爾見面會                       |                    |
| 2019年11月30日       | 濟州島 | 朴施厚日本粉絲見面會                   |                    |
| 2020年1月5日         | 東京   | 朴施厚日本粉絲見面會                   |                    |
| 2020年1月26日        | 上海   | 朴施厚上海見面會                       | 雲峰劇院           |
| 2020年4月2日至4月4日 | 首爾   | 朴施厚生日巡迴粉絲見面會2020年         |                    |

## 獲獎紀錄
| 年份   | 大獎                   | 獎項                        | 作品               | 結果 |
| 2007年 | SBS演技大賞            | 新人獎                      | 遇見完美鄰居的方法 | 獲獎 |
| 2009年 | SBS演技大賞            | 特別企劃男演員獎            | 家門的榮光         | 獲獎 |
| 2010年 | MBC演技大賞            | 演技部門男子優秀獎          | 逆轉女王           | 獲獎 |
| 2011年 | KBS演技大賞            | 男子最優秀獎                | 公主的男人         | 獲獎 |
| 2011年 | KBS演技大賞            | 人氣獎                      | 公主的男人         | 獲獎 |
| 2011年 | KBS演技大賞            | 最佳情侶獎（與文彩元）      | 公主的男人         | 獲獎 |
| 2012年 | 第48屆百想藝術大獎     | 電視劇部門 男子最優秀演技獎 | 公主的男人         | 提名 |
| 2013年 | 第50屆大鐘獎           | 新人演員獎                  | 殺人告白           | 提名 |
| 2017年 | KBS演技大獎            | 男子優秀演技獎              | 我的黃金光輝人生   | 獲獎 |
| 2017年 | KBS演技大獎            | 最佳情侶獎（與申惠善）      | 我的黃金光輝人生   | 獲獎 |
| 2018年 | 第11屆韓國電視劇節     | 男子最優秀賞                | 我的黃金光輝人生   | 提名 |
| 2018年 | 第六屆APAN Star Awards | 長篇電視劇 男子最優秀演技賞 | 我的黃金光輝人生   | 提名 |

## 備註
1. ↑  「施厚」之名來自「布施」與「仁厚」

## 外部連結
- 朴施厚的新浪微博 （英文）（中文）
- 朴施厚的Instagram帳戶
- 朴施厚的Twitter專頁 （页面存档备份，存于）
- 朴施厚在Dcinside的頁面
- 朴施厚在互联网电影资料库（IMDb）上的資料（英文）
- 朴施厚在韓國電影資料庫（KMDb）上的資料 （页面存档备份，存于）
- 朴施厚的經紀公司Hoo Factory頁面 （页面存档备份，存于）
- 朴施厚的TikTok帳戶
- NAVER （页面存档备份，存于）